# 温科·罗西奇
温科·罗西奇（1941年5月22日—2006年6月9日），克罗地亚男子水球运动员。他曾代表南斯拉夫国家队参加1964年夏季奥林匹克运动会水球比赛，获得一枚银牌。